# Тиртов Сергій Петрович
Сергій Петрович Тиртов (19 жовтня 1839, сельцо Міронєж'є Новоторжського повіту Тверської губернії — 10 січня 1903, Севастополь) — російський віце-адмірал. З 1899 р. головний комнадир Чорноморського флоту і портів, військовий губернатор м. Миколаєва.

## Біографія
Народився в сім'ї дворян Тверської губернії. Два його старших брата закінчили Морський кадетський корпус, служили на флоті. Любов до флоту, відданість морській справі, вірність присязі — характерні риси династії Тиртовых. Після смерті батька, відставного флотського офіцера, Сергій, наслідуючи сімейну традицію, був визначений кадетом в морську роту Александровського корпусу для малолітніх дітей, звідки був переведений до Морського кадетського корпусу, після закінчення якого випущений гардемарином.
У 1856 р. брав участь в захисті Кронштадта від нападу англо-французького флоту, отримав бронзову медаль «В пам'ять війни 1853-1856 рр».
У 1856 р. отримав звання мічман і призначений в 3-й флотський екіпаж Балтійського флоту, вчинив декілька плавань. У 1858 р. «за відмінно-старанну і ревну службу» дарований річним окладом в 245 крб. У 1860 р. Тиртов переведений в 11-й флотський екіпаж з призначенням на кліпер «Абрек» Балтійського флоту.
З жовтня 1860 р. по 1.08.1862 р. був в навколосвітньому плаванні, після якого отримав звання лейтенанта і призначений старшим офіцером на кліпер «Розбійник». На цьому кораблі з серпня по листопад 1862 р. брав участь в 100-денному навколосвітньому плаванні. Потім призначений старшим офіцером на корвет «Новик» і знову знаходився в навколосвітньому плаванні впродовж 281 дня.
В січні 1867 р. Тиртов був призначений старшим офіцером монітора «Ураган» з перекладом у 5-й флотський екіпаж. Через два роки лейтенант С. П. Тиртов отримав орден Св. Станислава 2-ю ст. Тиртов був на хорошому рахунку у командування. У січні 1871 р. йому оголошена вдячність в наказі Його Імператорської Вищості Генерал-адмірала. У лютому 1871г. Тиртов став старшим офіцером на батареї «Не трогай меня», а через рік отримав звання капітан-лейтенанта.
У січні 1873 р. послідувало нове призначення — командиром 7-гарматного кліперу «Гайдамак», і нове Капітан-лейтенантє плавання. Воно тривало шість років — ні до. ні після так довго в навколосвітньому плаванні не знаходився жоден корабель Російського флоту. У 1876 р. корвет "Баян", кліпери "Вершник" і "Гайдамака" потрапили в ураган в Тихому океані. У «Гайдамаки» були зламані усі три щогли. Командир кліперу не розгубився, зберігаючи спокій, привів корабель за дві доби в одну з бухт в Японії, потім в Шанхай, де був зроблений необхідний ремонт.
У 1876 р. Тиртов удостоєний ордену Св. Ганни 2-го ст., в 1879 р. отримав звання капітана 2-го рангу і за огляд, зроблений імператором його кліперу «Гайдамак», отримав «Особисте Монарше благовоління».
У 1884-1885 рр., будучи командиром фрегата «Генерал-адмірал», С. П. Тиртов знаходився в плаванні за кордоном на Балтійському морі. У 1886 р. Сергій Петрович в чині капітана 1-го рангу був призначений командиром тільки що спущеного на воду в Севастополі ескадреного броненосця "Чесма". У цьому ж році йому дано право отримувати винагороду на підставі положення від 6.03.1884 р. «за збереження судів і за довготривале командування судами I і II рангу в сумі річного окладу 1080 руб».

## Чорноморський флот
У січні 1888 р. Найвищим рескриптом «за відмінності по службі… Тиртов С. П. отримав звання контр-адмірала з призначенням начальником штабу флоту і портів Чорного і Каспійського морів». Увесь 1888 р. після призначення Сергій Петрович займався вивченням штату судів Чорноморського флоту, знайомився з береговими базами, Адмиралтействами Миколаєва, Херсона, Севастополя, здійснював інспекційні поїздки на різних судах флоту в порти Причорномор'я один або разом з Головним командиром Чорноморського флоту і портів віце-адміралом А. А. Пещуровим.
Ця робота дала свої результати.
16.10.1888 р. імператор оглянув в Севастополі ескадру судів, залишився задоволений і оголосив Тиртову «Особисте Монарше благовоління». Наприкінці 1888 р. Тиртов відряджався в Одесу для участі в роботі комісії з оборони Чорноморського узбережжя. Впродовж усього цього року дев'ять разів виконував обов'язки Головного командира Чорноморського флоту і портів під час відсутності віце-адмірала А. А. Пещурова. У 1892 р.
Сергій Петрович став молодшим флагманом Чорноморської флотської дивізії і командував практичною ескадрою в Чорному морі, а в жовтні того ж року — начальником ескадри Тихого океану.

## Тихий океан
У 1894 р. отримав чин віце-адмірала і 6 жовтня нагороджений орденом Св. Ганни 1-го ст. В цей час різко загострилася військово-політична обстановка на Далекому Сході. Окупував Корею і розгромивши Китай, Японія в листопаді 1894 р. захопила Порт-Артур, в лютому 1895 р. ще один порт, що відкривало їй шлях у внутрішні райони Китаю. Створювалася пряма загроза російським межам і територіям на Далекому Сході. У цій обстановці було вирішено підтримати Китай і поставити заслін японської агресії.
На підкріплення ескадри Тихого океану була перекинута Середземноморська ескадра контр-адмірала С. О. Макарова. Командувати сполученою ескадрою 24.01.1895 р. призначений віце-адмірал С. П. Тиртов. Ескадра прибула на рейд порту Чифу 6.04.1895 р. і стала готуватися до бою. Рішучість росіян змусила Японію відмовитися від територіальних домагань відносно Китаю, і обстановка на Далекому Сході стабілізувалася. 27 червня російська сполучена ескадра покинула Чифу. Тиртов і молодші флагмани Макаров і Алексєєв отримали «Монарше благовоління».
Незабаром Тиртов був призначений старшим флагманом 2-ї флотської дивізії і командував практичною ескадрою у Балтійському морі. 12.06.1897 р. його флагманський броненосець «Гангут», що вступив в лад всього рік тому, під час навчального плавання у Виборзькій затоці ударився днищем об камінь. Корабель отримав пробоїну, застопорив машини, його швидко зносило на мілину. Щоб уникнути посадки на мілину, віддали якорі. Положення корабля різко погіршало. Заходів по його порятунку зроблено не було.
В результаті через сім годин після отримання пробоїни «Гангут», стоячи на якорі в 200 м від берега, затонув на 28-метровій глибині. Військово-морський суд Кронштадтського порту, що розглядав цю справу майже рік, виправдав начальника ескадри віце-адмірала Тиртова, що знаходився у момент аварії на кораблі.

## Головний командир Чорноморського флоту
8.05.1898 р. Найвищим наказом за № 182 віце-адмірал Тиртов був призначений Головним командиром Чорноморського флоту і портів Чорного моря. У серпні 1898 р. заслужив «Монарше благовоління» після того, як Микола II був присутнім на перегонах грібних судів в Північна бухта (Севастополь)Північній бухті і спостерігав нічну «атаку» міноносців на ескадру.
22.08.1899 р. віце-адміралові С. П. Тиртову був Найвище дарований Відзнака безвадної служби за XX(40 років). При Тиртове тривало посилення Чорноморського флоту за рахунок введення до його складу нових кораблів. 28.09.1898 р. на Миколаївському Адміралтействі був закладений броненосець «Князь Потемкин Таврійський», в 1899 р. вступив в лад броненосець «Ростислав» і були закладені ескадрені міноносці «Строгий», «Лютий», «Тямущий», «Стрімкий».
Ще два крейсери 1-го рангу «Очаків» і «Кагул» були закладені відповідно в Севастополі і Миколаєві в серпні 1899 р. Сергій Петрович очолив Комітет підготовці до 50-річчя оборони в Кримській війні під головуванням Великого Князя Олександра Михайловича. До складу Комітету увійшли учасники оборони, представники Чорноморського флоту, члени Севастопольського Міського управління, історики.

## Похорони віце-адмірала Тиртова
7.01.1903 р. С. П. Тиртов захворів крупозним запаленням легенів і, прохворівши три дні, помер.
У Санкт-Петербург пішла телеграма Генерал-адміралові:
|  | «Чины Черноморского флота почтительнейше просят Ваше Высокопревосходительство испросить разрешение Государя Императора похоронить своего горячо любимого Главного командира во Владимирском соборе». |

Клопотала про поховання адмірала в соборі святого Володимира і вдова — Ольга Миколаївна Тиртова. Дозвіл Його Імператорської Величності був отриманий:
|  | «Согласен в виде исключения, так как вице-адмирал Тиртов скончался в Севастополе будучи главным командиром...». |

Поховання віце-адмірала С. П. Тиртова пройшло 14 січня. Траурна процесія рухалася по вулиці Єкатерининській, Нахімовському проспекту, Великій Морській вулиці, прибраних траурними прапорами. Короткі літії були відслужені у собору святого Миколая, на площі Нахимова, де, обігнувши пам'ятник Нахимову і зупинившись у штабу флоту, пройшли до каплиці святого Миколая. У соборі святого Володимира відбулася заупокійна літургія і панахида.
Могила для адмірала в нижньому храмі собору святого Володимира була приготована «в лінії з генерал-адъютантом Шестаковим наступної після його могили біля південно-східної стіни». Похоронну відправу і поховання вчинив настоятель собору протоієрей батько М. Золотуха 14.01.1903 р. Під час поховання на судах, що знаходилися в резерві, були приспущені прапори і дан віце-адміралський салют з судів озброєного резерву.